# Schweizerbach (Trausnitz)
Schweizerbach ist ein Ortsteil der Gemeinde Trausnitz im Landkreis Schwandorf.

## Geographie
Die Einöde Schweizerbach liegt im mittleren Oberpfälzer Wald, rund 2,5 km südöstlich der Ortschaft Trausnitz auf einer Höhe von 460 Metern am Bachlauf Schweizerbach, der südlich von Tännesberg entspringt und als rechter Zufluss bei der Bornmühlschleife in die Gleiritsch fließt. Über die Kreisstraße SAD 35 und einen bei der Bornmühlschleife abzweigenden schmalen Weg ist die Einöde Schweizerbach zu erreichen.

## Geschichte
In der Steuerbeschreibung des Pflegamts Nabburg aus dem Jahre 1764 wird Schweizerbach wie folgt beschrieben: Nicht im Hoffuß, eine Wasenmeisterei (= Wasenmeister, Schinder oder Abdecker, der in einem Amtsbezirk Tierkadaver verwertet; Wasenplätze mussten außerhalb der Ortschaften angelegt sein) mit einem kleinen dabei befindlichen Acker: „Obschon Joseph Raiser wasenmeister die wasenmeistereye beym sogenannten Schweizerbachl uebm nachstehenden äckerl auf einem solchem hofmarchs grundt erpauet, welcher alschon unter der Rittersteuer begriffen; So ist solche iedannoch mit der aydlichen Schätzung belegt worden ad 100 fl.“.

## Steuerdistrikt und Gemeindebildung
Das Königreich Bayern wurde 1808 in 15 Kreise eingeteilt. Diese Kreise wurden nach französischem Vorbild nach Flüssen benannt (Naabkreis, Regenkreis, Unterdonaukreis usw.). Die Kreise gliederten sich in Landgerichtsbezirke. Die Bezirke wiederum sollten in einzelne Gemeindegebiete eingeteilt werden. 1811 wurde das Landgericht Nabburg in 58 Steuerdistrikte eingeteilt. Einer davon war Fuchsendorf, „bestehend aus den Dörfern Fuchsendorf, Atzenhof, dem unteren Bühlhof (= Bierlhof), dem Weiler Schweizerbach, der Einöde Bornmühle“. Im Jahre 1828 gehörten zur Gemeinde Trausnitz die Ortschaften, Weiler und Einöden Atzenhof, Bierlhof (= Unterbierlhof), Kaltenthal, Oberpierlhof, Ödmühl, Reisach, Schweizerbach und Trausnitz.